# Dante háza
A Dante háza (olaszul Casa di Dante) nevű épület Firenzében, a via Dante Alighieri utcában áll. A költő idejében ebben az utcában álltak a család házai, amiket a 20. század elején restauráltak. Nem tudni, pontosan melyikben született Dante 1265-ben.
A költő szülőházául a 19. században kijelölt épület egy eredeti, 13. századi lakótorony, 1911-ben restaurálták. Az épületben ma Dante emlékmúzeuma látható.